# Neoantistea multidentata
Espèce
Neoantistea multidentata est une espèce d'araignées aranéomorphes de la famille des Hahniidae.

## Distribution
Cette espèce est endémique de Veracruz au Mexique,. Elle se rencontre vers Atotonilco de Calcahualco.

## Description
Le mâle holotype mesure 2,8 mm et la femelle paratype 3,4 mm, les mâles mesurent de 2,5 à 2,8 mm et les femelles de 3,1 à 3,4 mm.

## Systématique et taxinomie
Cette espèce a été décrite par Galán-Sánchez et Álvarez-Padilla en 2017.

## Publication originale
- Galán-Sánchez & Álvarez-Padilla, 2017 : « Three new species of comb-tailed spiders (Araneae: Hahniidae) from a Mexican oak forest with comments on their natural history and sexual behavior. » The Journal of Arachnology, vol. 45, no 3, p. 376-394.